# Timothy Rishton
Timothy Rishton   (Lancashire, 1960) és un músic, autor i emissor de concerts clàssic, conegut com a defensor de les qualitats musicals naturals de la música de teclat pre-segle XVIII dels compositors anglesos com per exemple William Smethergell.
Els concerts d'orgue de Rishton tenen un seguiment especialment important a Alemanya i Noruega (tot i que toca a Europa i ocasionalment als Estats Units), mentre que els seus llibres i altres escrits (incloent-hi un parell de dotzenes d'articles tant en revistes acadèmiques com en àrees populars). Es publicant majoritàriament als EUA, Gran Bretanya i Noruega. Ha gravat diversos CDs, especialment de música primerenca.
Nascut en un poble moorland a les Pennines del nord d'Anglaterra, Timothy John Rishton va estudiar als anys 1980 amb l'organista austríac Susi Jeans i a les universitats de reading, Manchester i Bangor i va obtenir un doctorat en música del segle xviii. Va ensenyar música a la universitat de Gal·les a través del mitjà gal·lès (i també va ser director de música a la "Collegiate Church" de Holyhead) abans de traslladar-se a Noruega, on es va convertir en professor associat de música a la "University College Tromsø", ens oficial de música de la diòcesi del nord. -Hålogaland i líder d'un centre de cursos a Soltun Folkehøgskole.
Tim Rishton creu que la música pertany a la comunitat i, per tant, prefereix donar concerts als pobles més que a les sales de concerts de la ciutat. També considera la música com una activitat no competitiva i no participa en competicions.
La major part de la seva obra publicada està escrita en noruec i actualment dedica a una història de la música abans de 1800 per a un editor noruec. Des del 2005 també ha estat director d'estudis en formació continuada de la música a la Universitat Lancaster, Anglaterra.